# Abraham Adrian Albert
Pour les articles homonymes, voir Albert.
Abraham Adrian Albert (9 novembre 1905 à Chicago (Illinois) – 6 juin 1972 à Chicago), surnommé A3, est un mathématicien américain. En 1939, il reçoit un prix Cole en algèbre pour son travail sur les matrices de Riemann. Il est surtout connu pour le théorème d'Albert-Brauer-Hasse-Noether, qui donne une classification les algèbres centrales simples sur un corps de nombres, et pour avoir développé la théorie des algèbres d'Albert, qui sont des algèbres de Jordan exceptionnelles.

## Biographie
Les deux parents d'A. Adrian Albert étaient des émigrés russes. Il obtient à l'université de Chicago un B.S. en 1926, un Master en 1927 et un Ph.D. – dirigé par Leonard Eugene Dickson – en 1928. Il se marie en décembre 1927. Il passe un an à Princeton puis, de 1929 à 1931, devient assistant à l'université Columbia, où il travaille sur les variétés abéliennes et leurs algèbres d'endomorphismes. Il retourne à Princeton lors de l'ouverture de l'Institute for Advanced Study en 1933-1934 et y passe à nouveau un an en 1961-1962, en tant que directeur d'une division de l’Institute for Defense Analyses (en).
De 1931 à 1972, il travaille à la faculté de mathématiques de l'université de Chicago, où il devient directeur du département de mathématiques en 1958 et doyen de la division des sciences physiques en 1961.
Il est surtout connu pour être à l'origine du développement de la théorie des algèbres associatives et non associatives, bien que ce travail soit issu de ses recherches sur les algèbres d'endomorphismes de variétés abéliennes.
Il travaille aussi en mathématiques appliquées pour l'armée, pendant et après la Seconde Guerre mondiale, accomplissant un travail révolutionnaire en cryptographie. La théorie qui se développe à partir de ce travail porte ses fruits dans la technologie du téléphone portable (étalement de spectre).
Après la guerre, il se fait l'avocat actif auprès du gouvernement pour la parité de la recherche en mathématiques comme dans les autres sciences exactes. Il participe à des organes de décision à l'Office of Naval Research, au Conseil américain de la recherche et à la National Science Foundation, qui distribuent des bourses de recherche en mathématiques, donnant à beaucoup de jeunes mathématiciens des débouchés professionnels auparavant indisponibles. Pour son succès à donner à la recherche mathématique un appui financier solide, il acquiert une réputation d'« homme d'État des mathématiques ». En 1968, il est élu membre de l'Académie américaine des arts et des sciences.

## Sélection de publications
- Structure of Algebras, Colloquium publications 24, AMS, 2003  (ISBN 0-8218-1024-3)
- Collected Mathematical Papers (éd. Richard E. Block, Nathan Jacobson, J. Marshall Osborn, David J. Saltman et Daniel Zelinsky), AMS, 1993

1. Associative algebras and Riemann matrices  (ISBN 978-0-8218-0005-8)
2. Nonassociative algebras and miscellany  (ISBN 978-0-8218-0007-2)